# Połuszka (1850–1853) BM
Połuszka (1850–1853) BM – moneta o wartości ¼ kopiejki, bita w mennicy w Warszawie, na podstawie zgody cara Mikołaja I z 23 stycznia 1850 r., wyrażonej na wybicie w Warszawie 50 000 rubli w miedzi, stemplami rosyjskimi, wg systemu wagowego opartego na funcie rosyjskim i stopy menniczej definiującej bicie 32 rubli z jednego puda miedzi. Została zastąpiona połuszką (1855–1861) BM z monogramem cara Aleksandra II.

## Awers
Na tej stronie umieszczono ukoronowany monogram Mikołaja I „Н І”.

## Rewers
Na tej stronie znajduje się korona, pod nią napis „ПОЛУШКА”, poniżej rok 1850, 1851, 1852 lub 1853, a pod nim znak mennicy w Warszawie – litery w cyrylicy В.М. (Варшавская Монета).

## Opis
Monetę bito w mennicy w Warszawie, w miedzi, na krążku o średnicy 14 mm, masie 1,28 grama, z rantem gładkim. Wg sprawozdań mennicy w latach 1850–1853 w obieg wypuszczono 200 019 monet.
Stopień rzadkości poszczególnych roczników przedstawiono w tabeli:
| Rocznik            | Stopień rzadkości | Szacowana liczba egzemplarzy | Zdjęcie |
| ------------------ | ----------------- | ---------------------------- | ------- |
| połuszka 1850 B.M. | R3                | 601–3000                     |         |
| połuszka 1851 B.M. | R2                | 3001–15 000                  |         |
| połuszka 1852 B.M. | R2                | 3001–15 000                  |         |
| połuszka 1853 B.M. | R3                | 601–3000                     |         |

W numizmatyce rosyjskiej moneta zaliczana jest do kategorii monet cara Mikołaja I.
Moneta o tym samym nominale i takich samych rysunkach rewersu i awersu, poza Warszawą, była bita jeszcze w dwóch mennicach:
| Nominał  | Lata      | Znak mennicy | Mennica       | Uwagi              |
| -------- | --------- | ------------ | ------------- | ------------------ |
| połuszka | 1849      | С.П.М.       | Petersburg    | jako moneta próbna |
| połuszka | 1849–1855 | Е.М.         | Jekaterynburg |                    |
| połuszka | 1850–1853 | B.M.         | Warszawa      |                    |